# Neuer jüdischer Friedhof (Sejny)
Koordinaten: 54° 5′ 45,6″ N, 23° 20′ 49,2″ O

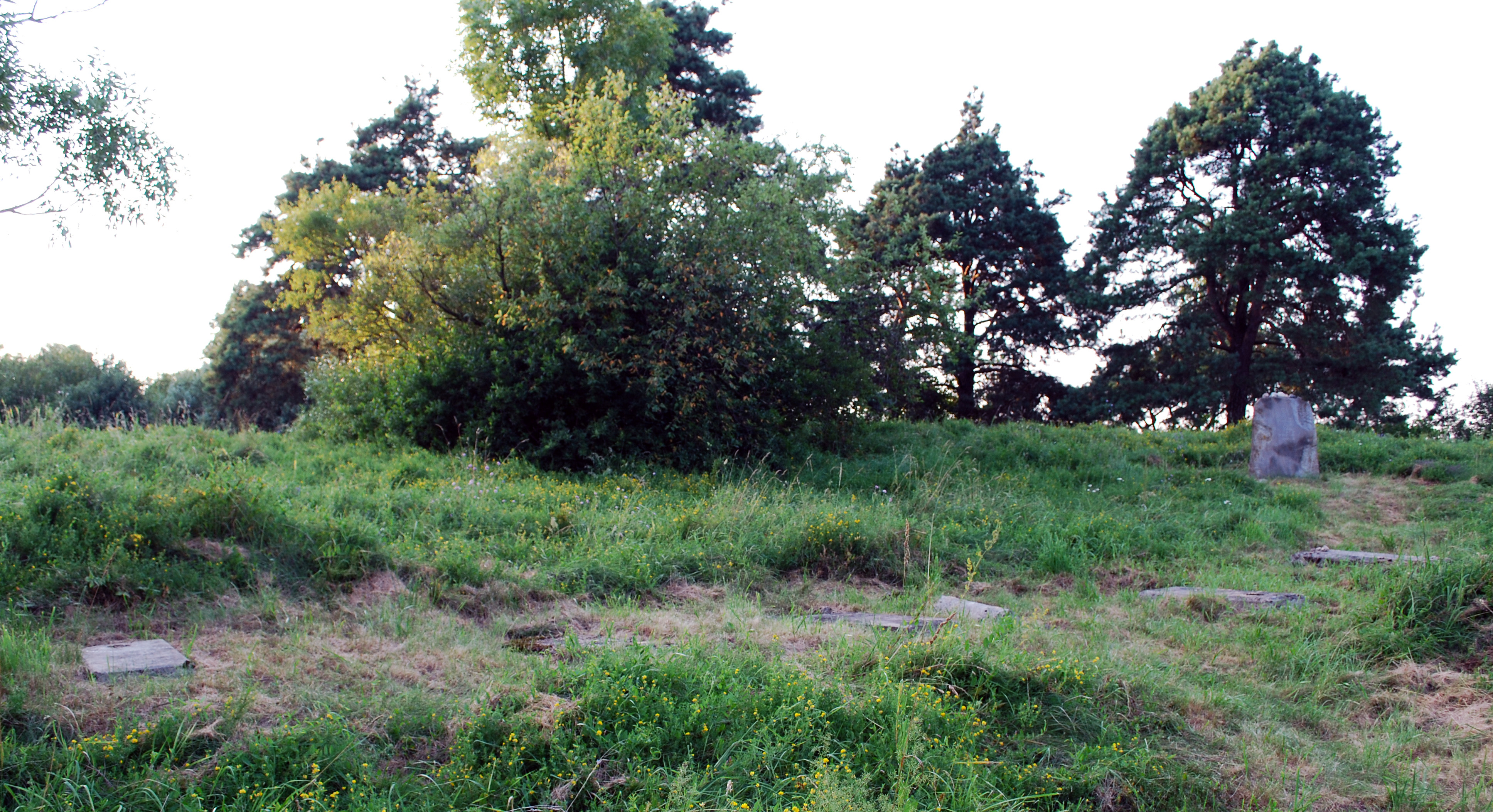
Neuer jüdischer Friedhof in Sejny

Der Neue jüdische Friedhof in Sejny, einer polnischen Stadt in der Woiwodschaft Podlachien, wurde 1830 angelegt. Der jüdische Friedhof südlich der Stadt an der Straße nach Augustów ist ein geschütztes Kulturdenkmal.
Auf dem Friedhof sind heute nur noch wenige Grabsteine erhalten.